# Фудзиномия
Фудзиноми́я (яп. 富士宮市 Фудзиномия-си) — город в Японии, находящийся в префектуре Сидзуока. Площадь города составляет 388,99 км², население — 131 435 человек (1 августа 2014), плотность населения — 337,89 чел./км².

## Географическое положение
Город расположен на острове Хонсю в префектуре Сидзуока региона Тюбу. С ним граничат города Сидзуока, Фудзи, Готемба, Фудзиёсида, посёлки Ояма, Намбу, Минобу, Фудзикавагутико и село Нарусава.

## Население
Население города составляет 131 435 человек (1 августа 2014), а плотность — 337,89 чел./км². Изменение численности населения с 1980 по 2005 годы:
| 1980 | 118 214 чел. |  |
| 1985 | 122 653 чел. |  |
| 1990 | 127 127 чел. |  |
| 1995 | 129 999 чел. |  |
| 2000 | 130 372 чел. |  |
| 2005 | 131 476 чел. |  |

## Символика
Деревом города считается клён, цветком — Prunus incisa, птицей — полевой жаворонок.

## Города-побратимы
Санта-Моника (англ. Santa Monica), Калифорния (США) с 21 июля, 1975;
 Шаосин (кит. упр. 绍兴, пиньинь Shàoxīng), Китай с 11 ноября, 1997.